# Gwyneth Vanaenrode
Gwyneth Vanaenrode est une joueuse de football belge née le 25 mai 2000.
Elle évolue au poste de défenseur au Standard de Liège.

## Palmarès
- Vainqueur de la Coupe de Belgique en 2018

## Statistiques

### Ligue des Champions
- 2017-2018 : 1 match